# ツウィード・ウォーター・スパニエル

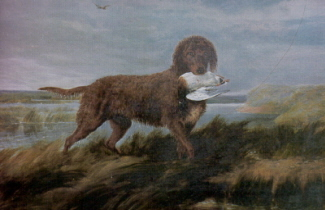
ツウィード・ウォーター・スパニエル

ツウィード・ウォーター・スパニエル（英：Tweed Werter Spaniel）は、イギリスのスコットランド原産のレトリーバー犬種である。日本でも人気の高いゴールデン・レトリーバーの先祖でもある。

## 歴史
本種に関する資料はあまり多く残されていないため、謎が残る点も幾つかある。その一つは作出された年代で、1800年ごろにはすでに本種に関する資料が残されているため、それ以前に作出されたと考えられている。本種は主にリトリービングに使われ、ツウィード川付近で主人が撃ち落した鳥を回収するのに使われていた。このとき、獲物に歯形がつかないようにそっと咥える「ソフトマウス」という技術が使えるように訓練が行われていて、トゲのついたイガグリのようなボールを投げて取って来させることも行われていた。
1848年には全盲の男性に付き添う盲導犬として働くツウィード・ウォーター・スパニエルがいて、主人の言う事を理解して生活をサポートしていたという記録も残されている。
1860年代になると、フラットコーテッド・レトリーバーの先祖であるウェイビーコーテッド・レトリーバーと本種の交配が行われ、改良が加えられてゴールデン・レトリーバーが誕生した。本種の仕事は次第にその子孫に取って代わられるようになり、1900年ごろに絶滅してしまった。

## 特徴
容姿は現在のゴールデン・レトリーバーに似るが、コートは水をはじくために油っぽく、カールしている。毛色はブラウンが主であるが、稀にイエローの個体もいた。垂れ耳・サーベル形の垂れ尾で、サイズは大型犬サイズ。性格は温和で優しく、攻撃的な面はない。泳ぐ事も得意で、ある程度ならば潜水することも出来た。